# Арогант Санс Оф Бичес
„Арогант Санс Оф Бичес“ (на английски: The Arrogant Sons of Bitches – „Арогантни кучи синове“) е 6-членна ска пънк група, от Лонг Айлънд и Болдиун, щата Ню Йорк.
Бандата е известна със своите направи-си-сам пънк корени, самодейно издавайки 2 албума и 2 ий пита. Последният им албум Three Cheers For Disappointment е издаден от Кил Нормал Рекърдс.
Фронтменът Джеф Розънсток по-късно основава „Куот Ънкуот Рекърдс“ звукозаписна компания, финансираща се с дарения, както и групата „Бом Дъ Мюзик Индъстри!“. Други членове отиват във формации като „Джей Тий“, „Хелоу Нърс“, „Лет Ми Крейзи“ и „Роки Съливанс“.